# L'Essentiel 1977-2007
Albums de Francis Cabrel
La Tournée des Bodegas
(2005) Des roses et des orties
(2008)
Cette compilation de Francis Cabrel intitulé L'Essentiel 1977-2007 rassemble les meilleures chansons qui sont parues entre 1977 et 2007. Elle est sortie afin de célébrer les 30 ans de carrière de Francis Cabrel, vingt ans après la précédente compilation Cabrel 77-87.
Elle a été certifiée disque de platine pour plus de 200 000 ventes.
Les deux CDs sont repris en 2017 sur la compilation L'Essentiel 1977-2017.

## Liste des pistes
| CD 1  | CD 1                                                 | CD 1  | CD 1 | CD 1 | CD 1 | CD 1 | CD 1 | CD 1 | CD 1 |
| No    | Titre                                                | Durée |      |      |      |      |      |      |      |
| ----- | ---------------------------------------------------- | ----- | ---- | ---- | ---- | ---- | ---- | ---- | ---- |
| 1.    | Petite Marie (Les Murs de poussière)                 | 3:26  |      |      |      |      |      |      |      |
| 2.    | Les Murs de poussière (Les Murs de poussière)        | 2:46  |      |      |      |      |      |      |      |
| 3.    | Les Chemins de traverse (Les Chemins de traverse)    | 3:01  |      |      |      |      |      |      |      |
| 4.    | Je l'aime à mourir (Les Chemins de traverse)         | 2:43  |      |      |      |      |      |      |      |
| 5.    | C'était l'hiver (Les Chemins de traverse)            | 3:51  |      |      |      |      |      |      |      |
| 6.    | La Dame de Haute-Savoie (Fragile)                    | 3:01  |      |      |      |      |      |      |      |
| 7.    | L'Encre de tes yeux (Fragile)                        | 3:05  |      |      |      |      |      |      |      |
| 8.    | Je pense encore à toi (Fragile)                      | 2:10  |      |      |      |      |      |      |      |
| 9.    | Ma place dans le trafic (Carte postale)              | 3:11  |      |      |      |      |      |      |      |
| 10.   | Répondez-moi (Carte postale)                         | 4:23  |      |      |      |      |      |      |      |
| 11.   | La Fille qui m'accompagne (Quelqu'un de l'intérieur) | 4:25  |      |      |      |      |      |      |      |
| 12.   | Leïla et les Chasseurs (Quelqu'un de l'intérieur)    | 4:29  |      |      |      |      |      |      |      |
| 13.   | Les Chevaliers cathares (Quelqu'un de l'intérieur)   | 3:17  |      |      |      |      |      |      |      |
| 14.   | Saïd et Mohammed (Quelqu'un de l'intérieur)          | 3:50  |      |      |      |      |      |      |      |
| 15.   | Encore et encore (Photos de voyages)                 | 4:32  |      |      |      |      |      |      |      |
| 16.   | Je te suivrai (Photos de voyages)                    | 4:06  |      |      |      |      |      |      |      |
| 17.   | Il faudra leur dire (Single)                         | 3:44  |      |      |      |      |      |      |      |
| 18.   | Sarbacane (Sarbacane)                                | 4:06  |      |      |      |      |      |      |      |
| 19.   | C'est écrit (Sarbacane)                              | 5:50  |      |      |      |      |      |      |      |
| 20.   | Rosie (Sarbacane)                                    | 3:47  |      |      |      |      |      |      |      |
| 73:43 |                                                      |       |      |      |      |      |      |      |      |

| CD 2  | CD 2                                                                                    | CD 2  | CD 2 | CD 2 | CD 2 | CD 2 | CD 2 | CD 2 | CD 2 |
| No    | Titre                                                                                   | Durée |      |      |      |      |      |      |      |
| ----- | --------------------------------------------------------------------------------------- | ----- | ---- | ---- | ---- | ---- | ---- | ---- | ---- |
| 1.    | La Cabane du pêcheur (Samedi soir sur la Terre)                                         | 5:06  |      |      |      |      |      |      |      |
| 2.    | La Corrida (Samedi soir sur la Terre)                                                   | 5:37  |      |      |      |      |      |      |      |
| 3.    | Je t'aimais, je t'aime, je t'aimerai (Samedi soir sur la Terre)                         | 4:36  |      |      |      |      |      |      |      |
| 4.    | Octobre (Samedi soir sur la Terre)                                                      | 3:33  |      |      |      |      |      |      |      |
| 5.    | Samedi soir sur la terre (version live, Double Tour)                                    | 7:47  |      |      |      |      |      |      |      |
| 6.    | Vengo a ofrecer mi corazón (en duo avec Mercedes Sosa, Algo más de amor)                | 3:52  |      |      |      |      |      |      |      |
| 7.    | Hors-saison (Hors-saison)                                                               | 4:39  |      |      |      |      |      |      |      |
| 8.    | Le Reste du temps (Hors-saison)                                                         | 3:30  |      |      |      |      |      |      |      |
| 9.    | Le monde est sourd (Hors-saison)                                                        | 4:24  |      |      |      |      |      |      |      |
| 10.   | Les Passantes (chanson de Georges Brassens, version live Double Tour)                   | 5:02  |      |      |      |      |      |      |      |
| 11.   | Quand j’aime une fois j’aime pour toujours (chanson de Richard Desjardins, Double Tour) | 4:18  |      |      |      |      |      |      |      |
| 12.   | Les Gens absents (Les Beaux Dégâts)                                                     | 5:03  |      |      |      |      |      |      |      |
| 13.   | Elle dort (Les Beaux Dégâts)                                                            | 4:34  |      |      |      |      |      |      |      |
| 14.   | Bonne Nouvelle (Les Beaux Dégâts)                                                       | 4:40  |      |      |      |      |      |      |      |
| 15.   | Gardien de nuit (extrait du conte Le Soldat Rose)                                       | 2:59  |      |      |      |      |      |      |      |
| 16.   | Les Yeux bleus pleurant sous la pluie (inédit, reprise de Willie Nelson)                | 3:56  |      |      |      |      |      |      |      |
| 17.   | Le Gorille (inédit, reprise de Georges Brassens)                                        | 3:49  |      |      |      |      |      |      |      |
| 77:25 |                                                                                         |       |      |      |      |      |      |      |      |

## Certifications
| Pays   | Association  | Certificaiton | Ventes/Équivalence |
| ------ | ------------ | ------------- | ------------------ |
| Canada | Music Canada | or            | 50 000             |
| France | SNEP         | platine       | 200 000            |